# Arisaema sahyadricum
Arisaema sahyadricum är en kallaväxtart som beskrevs av S.R.Yadav, K.S.Patil och Bachulkar. Arisaema sahyadricum ingår i släktet Arisaema och familjen kallaväxter. Inga underarter finns listade.